# Futhark语言
Futhark是一个函数式、数据并行、阵列编程语言，最初于哥本哈根大学理学院计算机科学系（DIKU）作为HIPERFIT（财务信息技术的函数式高性能计算）计划的一部份而开发。它聚焦于确使以函数式风格书写的数据并行程序，可以高性能的执行于大规模并行硬件上，特别是在GPU上。Futhark强烈的受到NESL启发，但是为了确使更具进取性的编译器优化，对如何表达并行施加了约束。特别是，不支持非正规的嵌套数据并行。

## 概述
Futhark是属于ML家族的语言，它具有从OCaml、Standard ML和Haskell派生的缩进不敏感的语法。类型系统基于了Hindley–Milner类型系统，还并具有各种扩展，比如唯一类型和大小依赖类型。Futhark不意图成为编写完全应用的通用编程语言，转而聚焦于书写计算“内核”（不必定相同于GPU内核），它们由用常规语言书写的应用程序来调用。

## 例子

### 点积
下列程序计算包含双精度数值的两个向量的点积：
```
def
 
dotprod
 
xs
 
ys
 
=
 
f64
.
sum
 
(
map2
 
(
*
)
 
xs
 
ys
))

```

它还可以等价的书写为具有显式类型标注的形式：
```
def
 
dotprod
 
[
n
]
 
(
xs
:
 
[
n
]
f64
)
 
(
ys
:
 
[
n
]
f64
)
 
:
 
f64
 
=
 
f64
.
sum
 
(
map2
 
(
*
)
 
xs
 
ys
))

```

这制作出了大小依赖类型，即这个函数只能以相同大小的两个数组来调用，类型检查器会拒绝不能静态的确定符合这个要求的任何程序。

### 矩阵乘法
下列程序使用上述点积定义进行矩阵乘法：
```
def
 
matmul
 
[
n
][
m
][
p
]
 
(
A
:
 
[
n
][
m
]
f64
)
 
(
B
:
 
[
m
][
p
]
f64
)
 
:
 
[
n
][
p
]
f64
 
=

  
map
 
(
\
A_row
 
->

         
map
 
(
\
B_col
 
->
 
dotprod
 
A_row
 
B_col
)

             
(
transpose
 
B
))

      
A

```

注意它的类型强制这个函数只能以具有相容大小的矩阵来调用。进一步的说，这是嵌套数据并行的例子。

## 引用
1. ↑  . 2025年2月5日  [2025年2月20日].
2. ↑  .   [2022-05-12]. （原始内容存档于2014-10-22）.
3. ↑  Henriksen, Troels; Serup, Niels G. W.; Elsman, Martin; Henglein, Fritz; Oancea, Cosmin.  (PDF). . PLDI 2017. ACM. 2017  [2021-02-28]. （原始内容 (PDF)存档于2020-09-20）.
4. ↑  .   [2023-10-01]. （原始内容存档于2023-03-30）.